# В'язовська сільська рада (Ташлинський район)
В'я́зовська сільська рада (рос. Вязовский сельский совет) — сільське поселення у складі Ташлинського району Оренбурзької області Росії.
Адміністративний центр — село В'язове.

## Населення
Населення — 831 особа (2019; 891 в 2010, 959 у 2002).

## Склад
До складу сільської ради входять:
| Населений пункт  | Населення, осіб (2002) | Населення, осіб (2010) |
| ---------------- | ---------------------- | ---------------------- |
| В'язове, село    | 607                    | 558                    |
| Чернишовка, село | 123                    | 110                    |
| Шумаєво, село    | 229                    | 223                    |